# 北川進
北川 進（きたがわ すすむ、1951年7月4日 - ）は、日本の無機化学者。博士（工学）（京都大学）。京都大学物質-細胞統合システム拠点拠点長、特別教授。有機物と金属を組み合わせた多孔性材料である配位高分子を研究している。京都市下京区出身。

## 略歴
- 1974年 京都大学工学部石油化学科卒業
- 1979年
  - 京都大学大学院工学研究科博士課程修了
  - 近畿大学理工学部助手
- 1983年 近畿大学理工学部講師
- 1988年 近畿大学理工学部助教授
- 1992年 東京都立大学理学部教授
- 1998年 京都大学大学院工学研究科教授（合成・生物化学専攻）
- 2007年 京都大学物質-細胞統合システム拠点（iCeMS＝アイセムス）副拠点長（工学研究科教授 兼任）
- 2013年 京都大学物質-細胞統合システム拠点拠点長（工学研究科教授 兼任）
- 2017年 京都大学物質-細胞統合システム拠点拠点長、特別教授

## 業績
マイクロ孔を有する金属錯体である多孔性配位高分子の合成、その機能の発現に関する研究を進めている。この多孔性金属錯体（PCP）は、温暖化ガスである二酸化炭素を効率よく吸着する性質があることから近年注目を集めている。

## 受賞・叙勲
- 2002年 - 日本化学会学術賞
- 2007年 - 日本錯体化学会賞
- 2009年 - 日本化学会賞
- 2009年 - フンボルト賞 （ドイツ）
- 2010年 - トムソン・ロイター引用栄誉賞
- 2011年 - 紫綬褒章受章[3][4]
- 2013年 - RSCド・ジェンヌ賞 (en:De Gennes Prize)
- 2013年 - 江崎玲於奈賞
- 2015年 - マルコ・ポーロ・イタリア科学賞
- 2016年 - 日本学士院賞
- 2016年 - ノースウェスタン大学よりフレッド・バソロ・メダル（Fred Basolo Medal,)
- 2017年 - 藤原賞
- 2017年 - ソルベイより未来のための化学・ソルベイ賞 (Chemistry for the Future Solvay Prize)[5]
- 2019年 - フランス化学会グランプリ (Grand Prix de la Fondation de la Maison de la Chimie)[6]
- 2019年 - エマニュエル・メルク レクチャーシップ賞 (en:Emanuel Merck Lectureship 2019)[7]

## アカデミー会員
- 2019年 - 日本学士院会員
- 2023年 - 王立協会外国人会員[8]